# Калима (город)
Кали́ма (фр. Kalima, до 1968 г. Альбервиль[уточнить]) — город в провинции Маниема Демократической Республики Конго.
Город расположен к северо-востоку от столицы провинции Кинду, между реками Улинди и Элила, на высоте 852 м. Основу хозяйственной деятельности Калимы и окрестностей составляет добыча олова. Население города по оценочным данным на 2012 год составляет 48 337 человек.
В 2003 году на город напали ополченцы Май-Май. В Калиме есть больница и аэропорт.

## Известные уроженцы
- Артур З’ахиди Нгома — политик, вице-президент переходного правительства Демократической Республики Конго (2003-2006);